# Part the Second
Part the Second — четвёртый альбом maudlin of the Well. Он был профинансирован поклонниками группы и бесплатно выложен в 2009 году в интернете, в разных форматах (включая 24 bit-ную версию во FLAC-е). Фанаты, профинансировавшие альбом, были записаны как исполнительные продюсеры альбома. Альбом стал очень популярным на сайтах Rate Your Music и Progarchives в 2009 году.

## Список композиций
1. «An Excerpt from 6,000,000,000,000 Miles Before the First, or, the Revisitation of the Blue Ghost» — 10:55
2. «Another Excerpt: Keep Light Near You, Even When Dying» — 5:59
3. «Rose Quartz Turning to Glass» — 7:30
4. «Clover Garland Island» — 8:18
5. «Laboratories of the Invisible World (Rollerskating the Cosmic Palmistric Postborder)» — 11:50

## Участники записи
- Toby Driver — гитара, бас-гитара, вокал, hand claps
- Sam Gutterman — ударные, бас-гитара, перкуссия, hand claps
- Terran Olson — флейта, саксофон (альт и баритон), клавишные, орган, синтезаторы, hand claps
- Greg Massi — гитара
- Josh Seipp-Williams — гитара

### Приглашённые музыканты
- Mia Matsumiya — скрипка
- David Bodie — оркестровая перкуссия, hand claps
- Madeleine Craw — виолончель
- Jim Fogarty — орган Хаммонда